# 東京ディズニーランドのエンターテイメントの一覧
東京ディズニーランドのエンターテイメントの一覧（とうきょうディズニーランドのエンターテイメントのいちらん）は現在、東京ディズニーランドで行われているショーやパレードの一覧である。
- 期間を限定して開催されるスペシャルイベントに関するエンターテイメントについては東京ディズニーランドのスペシャルイベントの一覧を参照のこと。スペシャルイベントを契機に開始されたエンターテイメントで、イベント終了後も常演された物は本稿で取り扱う。
- 公演が終了したショーやパレードの一覧表は、東京ディズニーランドで終了したエンターテイメントの一覧を参照のこと。

## アドベンチャーランド

### ミッキーのレインボー・ルアウ
『ミッキーのレインボー・ルアウ』 (Mickey's Rainbow Luau) は、アドベンチャーランド内にある「ポリネシアン・テラス・レストラン（Polynesian Terrace Restaurant）」（提供：キッコーマン）店内のステージで開催されるディナーショーである。2016年3月21日スタート。ゲストは食事をしながらショーを楽しめるようになっている。このショーを見るには予約が必要で、公式サイトで1か月前から受け付けている。
なお、開催場所である「ポリネシアンテラス・レストラン」が休業となる日は休演となる。
公演情報
- 公演場所：ポリネシアンテラス・レストラン（提供：キッコーマン）
- 所要時間：約65分
- 上演時間：約50分
- 公演回数：1日4回（22時閉園の時のみ）

登場キャラクター
ミッキーマウス、ミニーマウス、チップ、デール、クラリス

### ジャンボリミッキー!レッツ・ダンス!
2022年4月1日よりシアターオーリンズで開催されているキッズ向けのエンターテインメントプログラム。

## ファンタジーランド

### ミッキーのマジカルミュージックワールド
2021年4月1日よりファンタジーランド・フォレストシアターで開催されているエンターテインメントプログラム。

## トゥモローランド

### クラブマウスビート
2021年7月2日から開催されているエンタテイメントプログラム。2023年4月15日から2024年3月31日までの期間、一部演出が40周年の　特別演出になり、新型コロナウイルスによるソーシャルディスタンスなどが緩和された。2024年4月2日から一部演出が変更され、銀テープが客席へ飛んでくる、キャラクターがステージから降り挨拶をしてくれるなどの演出が追加され、さらに人気のショーへとなった。
2024年11月13日から有料席(ディズニープレミアアクセス)が導入された。

## パークワイド

### Reach for the Stars　キャッスルプロジェクション
2024年9月20日スタート
シンデレラ城を舞台に、星に 手を伸ばして、さまざまなキャラクターたちが未来を切り開いていく姿を通じて夢を追い求める限り、 無限の可能性が広がることを描くキャッスルプロジェクション。ディズニーの名曲とともに、シンデレラ城に映し出されるあざやかな映像、夜空いっぱいに広がる 光の演出やパイロの効果などにより、キャラクターたちとゲストの皆さまが一緒に空を翔けているか のような臨場感と躍動感を味わうことができる。